# الدوري البرازيلي الدرجة الثانية 1984
الدوري البرازيلي الدرجة الثانية 1984 هو الموسم 6 من الدوري البرازيلي الدرجة الثانية. أقيم خلال الفترة 25 فبراير 1984 وحتى 1 أبريل 1984، وأشرف على تنظيمه اتحاد البرازيل لكرة القدم، وكان عدد الأندية المشاركة فيه 32، وفاز فيه Uberlândia Esporte Clube ‏.